# ラレンズ・テイト
ラレンズ・テイト（Larenz Tate、1975年9月8日 - ）は、アメリカ合衆国の俳優。

## 出演作品
- Ｌ.Ａ.デンジャラス
- クラッシュ（ピーター）
- Ray/レイ
- バイカーボーイズ
- ブルドッグ（デミトリアス）
- ホワイ・ドゥ・フールズ・フォール・イン・ラブ
- ポストマン（フォード・リンカーン・マーキュリー）
- ラブ・ジョーンズ
- ダーク・ストリート／仮面の下の憎しみ
- ファンキー・サマー・ビーチ
- ポケットいっぱいの涙
- 刑事ハンター
- 21ジャンプストリート
- 素晴らしき日々
- レスキュー・ミー NYの英雄たち
- POWER/パワー Power (2017-20)
- Michael